# Nguyễn Văn Cương
Nguyễn Văn Cương (sinh 1958) là Thiếu tướng Quân đội nhân dân Việt Nam. Ông nguyên là Phó Bí thư Đảng ủy Đoàn 969, nguyên là Tư lệnh Bộ Tư lệnh Bảo vệ Lăng Chủ tịch Hồ Chí Minh kiêm Trưởng ban Ban Quản lý Lăng Chủ tịch Hồ Chí Minh.

## Thân thế và sự nghiệp
Nguyễn Văn Cương sinh ngày 19 tháng 10 năm 1958 tại Hà Nội.
Nguyễn Văn Cương là người dân tộc Kinh, không theo tôn giáo nào, quê quán tại phường Thanh Bình, thành phố Hải Dương, tỉnh Hải Dương.
Ông từng học tại Học viện Kỹ thuật Quân sự.
Ông có bằng Thạc sĩ Kinh tế và Cao cấp lí luận chính trị Đảng Cộng sản Việt Nam.
Ngày 26 tháng 5 năm 1980, Nguyễn Văn Cương gia nhập Đảng Cộng sản Việt Nam, thành đảng viên chính thức ngày 26 tháng 11 năm 1981.
Ông được trao tặng Huân chương Chiến công hạng Nhất.
Năm 2008, ông được bổ nhiệm làm Tư lệnh Bộ Tư lệnh Bảo vệ Lăng Chủ tịch Hồ Chí Minh kiêm Trưởng ban Ban Quản lý Lăng Chủ tịch Hồ Chí Minh.
Ông là Phó Bí thư Đảng ủy Đoàn 969.
Tháng 11 năm 2018, ông nghỉ hưu
Thiếu tướng (2009)